# Beidha (Jordanie)
Pour les articles homonymes, voir Beidha.
Beidha (arabe : البيضا al-baīḍā, « la blanche »), ou parfois Bayda, est un site archéologique situé près de Pétra, en Jordanie. Les fouilles ont permis de mettre en évidence trois périodes d'occupation ayant participé à la formation de ce tell : une occupation natoufienne au XIe millénaire av. J.-C., une autre à la fin du Néolithique précéramique B, du VIIIe au VIIe millénaire av. J.-C., qui voit la mise en place d'un village avec des constructions en maçonnerie, et enfin la présence nabatéenne entre le IIe et le Ier siècle av. J.-C. En 1985, le site a été inclus dans l'inscription de Pétra au Patrimoine mondial de l'UNESCO.

## Situation
Le site archéologique se trouve aux abords du village moderne de Beidha, qui lui a donné son nom, environ trois kilomètres au nord de Pétra, à proximité de Siq al-Barid,,.

## Historique des fouilles
La première campagne de fouilles a eu lieu en 1957 sous la direction de l'archéologue britannique Diana Kirkbride. Une seconde campagne a eu lieu en 1983 sous la direction de Brian Byrd. Beidha a profité plus récemment d'études ethno-archéologiques : des sociétés modernes ayant des points communs avec le site néolithique ont été étudiées afin de voir si les solutions employées actuellement ne sont pas celles qu'employaient les habitants du Néolithique.

## Natoufien
Lors de la période d'occupation du site par les Natoufiens, c'est-à-dire au XIe millénaire av. J.-C., Beidha fait office de campement saisonnier réutilisé sur une longue période. La découverte de pierres taillées mise en relation avec la disposition des foyers suggère que les habitants étaient des chasseurs-cueilleurs,.

## Néolithique

### Habitat
Les premières habitations en maçonnerie de Beidha sont datées entre 7200 et 6600 av. J.-C. (fin du Néolithique précéramique B). Cette datation fait du site l'un des lieux les plus anciens témoignant de ce genre de constructions,. Au début de la période, les habitants ont utilisé la technique de la maçonnerie et ont bâti un mur autour du village. Les maisons étaient de forme circulaire et disposaient d'un étage souterrain. Des sépultures ont été découvertes dans un lieu du village sans doute réservé aux fonctions rituelles.
Le village a été détruit par le feu vers 6650 av. J.-C., avant d'être reconstruit avec des bâtiments rectangulaires et de plain-pied. Des ateliers spécialisés ont été édifiés à cette époque. Le passage de bâtiments circulaires à des bâtiments angulaires témoigne d'un accroissement démographique important qui aurait pu contribuer au développement de villes,.
Les ruines de ce qui aurait pu être un temple dédié à une religion pré-abrahamique ont été découvertes à quelques centaines de mètres à l'est du site. La disposition des ruines rappelle celle d'un temple, mais il n'y a pas d'éléments (des images gravées par exemple) permettant de l'affirmer avec certitude. Vers 6600 av. J.-C., le village est abandonné à nouveau pour des raisons inconnues.

### Mode de subsistance
Les habitants cultivaient de l'orge et de l'amidonnier à un stade peu avancé et élevaient des chèvres. Ils maintenaient toutefois la chasse et la cueillette pour compléter leur alimentation : ils chassaient des bouquetins et collectaient des plantes sauvages, des fruits et des noix.
Beaucoup des matériaux archéologiques découverts à Beidha venaient d'assez loin : de l'obsidienne d'Anatolie a été trouvée, ainsi que de la nacre de la mer Rouge.

## Nabatéens

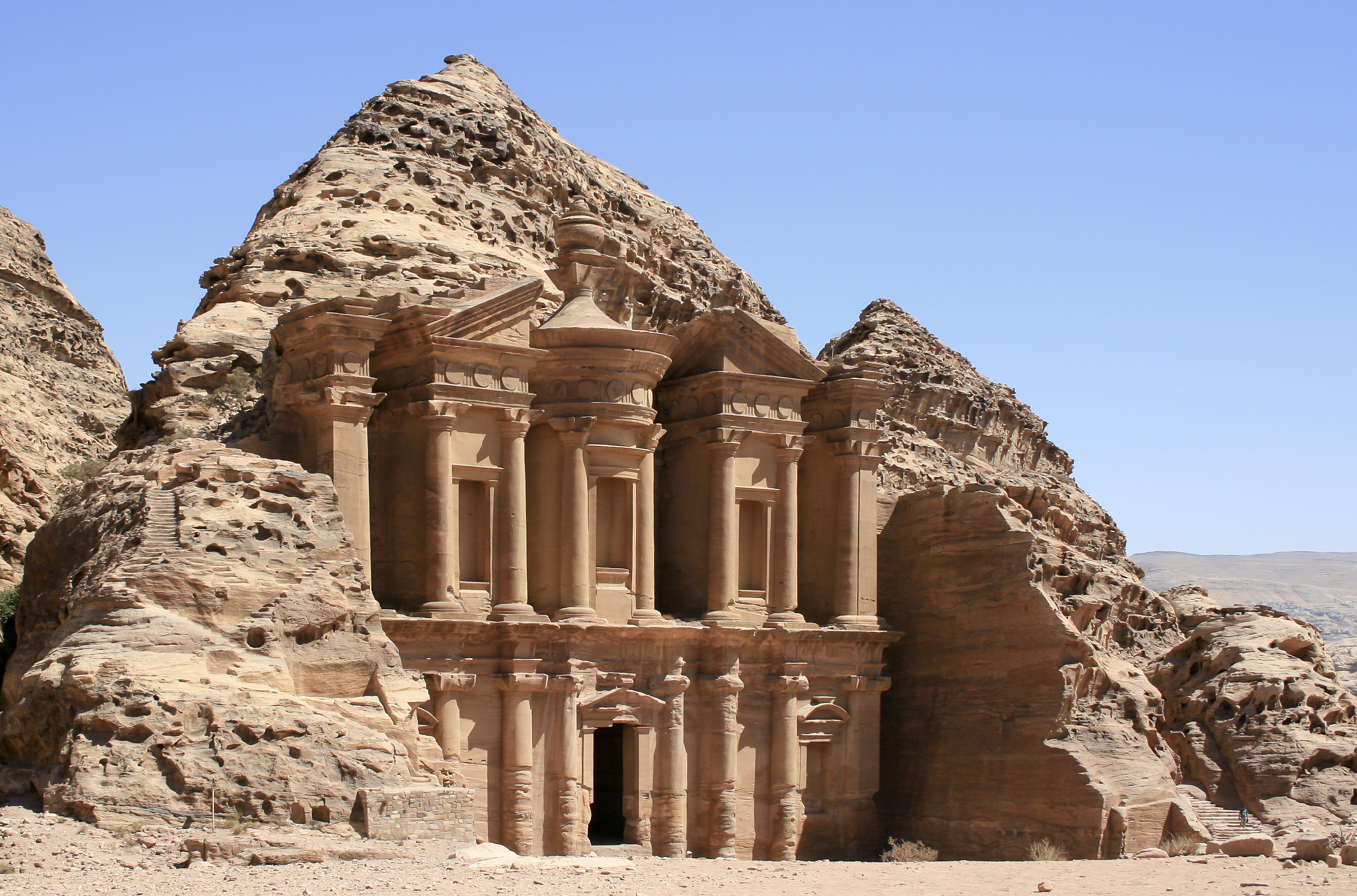
Beidha figure sur la liste du Patrimoine mondial en étant inclus dans le dossier de Pétra.

Entre le IIe et le Ier siècle av. J.-C., l'occupation de Beidha par les Nabatéens est prouvée par la construction d'une série de murs encerclant des parcelles de culture en terrasses,,.

## Protection et valorisation
Le site de Beidha a été inscrit au Patrimoine mondial de l'UNESCO en 1985, par rattachement au dossier de Pétra.
En 2010, le département des antiquités jordanien, le Jordan Tourism Development Project et le Conseil britannique pour la recherche au Levant dévoilèrent un projet de promotion et de protection du site. Le projet prévoyait de revoir la présentation des découvertes et de mettre en place de nouveaux aménagements touristiques, notamment un chemin touristique reliant différents sites néolithiques. Beidha faisait partie d'un projet de mise en valeur du patrimoine jordanien par l'éducation et par le tourisme, qui devait permettre d'éviter des vandalismes et d'assurer un revenu économique conséquent.